# José Luis Chilavert
José Luis Félix Chilavert González , paragvajski nogometaš, * 27. julij 1965, Luque, Paragvaj.
Chilavert je bivši profesionalni vratar, ki pa je še danes eden najboljših svetovnih specialistov za proste strele. V celotni karieri je dosegel 62 golov; od tega 8 za paragvajsko nogometno reprezentanco.